# Kristen Viikmäe
Kristen Viikmäe est un footballeur international estonien, né le 10 février 1979 à Tallinn en RSS d'Estonie. Il évolue au poste d'attaquant. 
Pendant sa carrière internationale, il a joué 115 matches et a marqué 15 buts avec l'équipe d'Estonie. Il fait partie en 2013, de l'équipe d'Estonie de beach soccer qui dispute le Championnat d'Europe de beach soccer 2013.

## Palmarès
- FC Flora Tallinn
  - Championnat d'Estonie (3) : 1997/98, 1998, 2003
  - Coupe d'Estonie (1) : 1997/98
  - Supercoupe d'Estonie (1) : 1998

- Vålerenga IF
  - Coupe de Norvège (1) : 2002
  - Division 2 Norvégienne (1) : 2001